# Хандшусхайм
Хандшусхайм (нем. Handschuhsheim, в курпфальцском диалекте Hendesse) — северный район города Гейдельберга (федеральная земля Баден-Вюртемберг, Германия).
Хандшусхайм относится к историческому региону Бергштрассе. На севере граничит с общиной Доссенхайм, на востоке с районом Гейдельберга Цигельхаузен, на юге с районом Гейдельберга Нойенхайм, с запада ограничен рекой Неккар. 53 % площади Хандшусхайма занято лесом, 26 % сельскохозяйственными угодьями.

## История

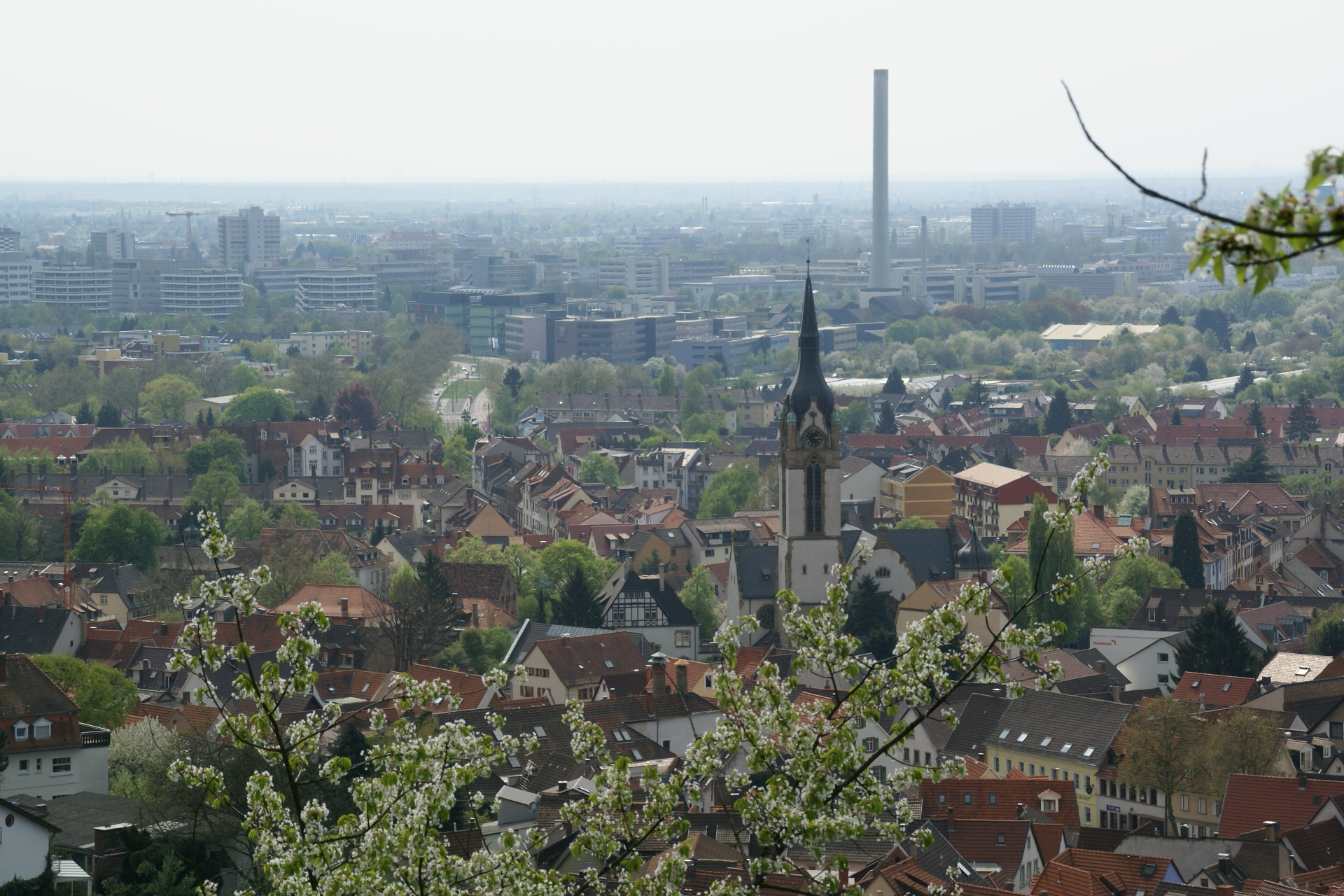
Вид на Хандшусхайм с холма Хайлигенберг

На территории, ныне занимаемой Хандшусхаймом, люди живут с третьего тысячелетия до н. э. Приблизительно с 500 года до н. э. в регионе поселились кельты (на расположенном неподалеку холме Хайлигенберг, служившей кельтам языческим капищем, сохранились остатки их кольцевых оборонительных сооружений IV века до н. э.). Около 100 года до н. э. кельты были в основном вытеснены вторгшимися в регион германскими племенами (свевы пришли с севера Германии и заселили юг), но в области Хандшусхайма осталась немалая доля кельтского населения.
В I веке н. э. римляне из Галлии пересекли Рейн и быстро завоевали регион, где ныне расположен Хандшусхайм. Покоренные земли (соответствующие Бадену с частями Гессена, Вюртемберга и Баварии) были отделены от остальной части земель, населенных германцами, с помощью защитного вала. Однако в районе Хандшусхайма следов римского присутствия сравнительно немного: холм Хайлигенберг также использовался римлянами для поклонения богам, здесь был возведен небольшой храм, посвященный Меркурию.
В III веке власть Рима стала ослабевать под натиском германских племен. Защитный вал был взят, что к 260 году привело к уходу римлян из региона к востоку от Рейна. Сначала этими землями завладели алеманны, но в 496 году король франков Хлодвиг I разбил их в битве при Толбиаке и захватил большую часть их земель по левому берегу Рейна (в том числе область реки Неккар, где ныне расположен Хандшусхайм). Началось распространение христианства.

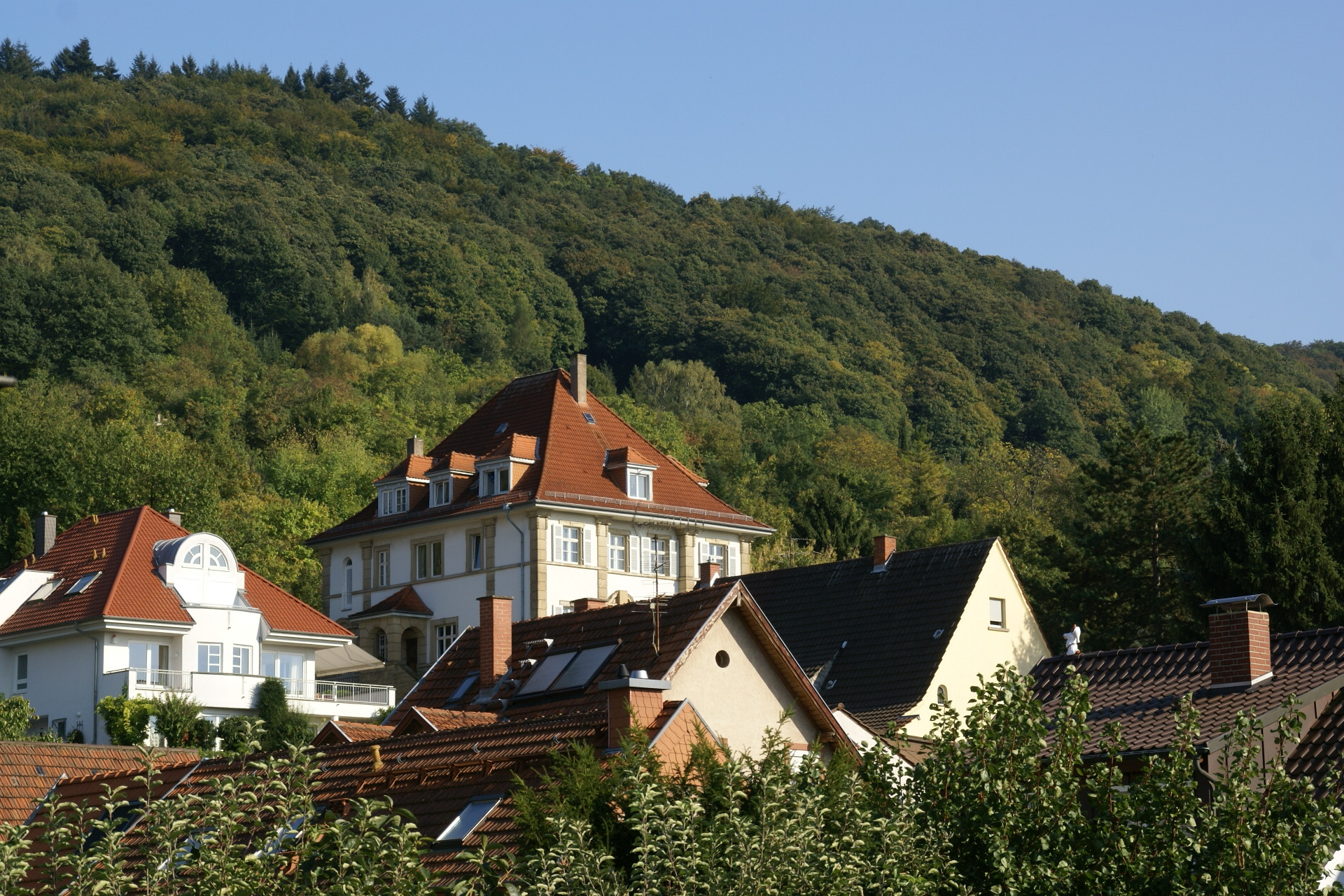
Вид на холм Хайлигенберг из Хандшусхайма

Когда Хандшусхайм впервые упоминается в 765 году, это основанное франками (на что указывает специфическое окончание «-хайм») поселение, видимо, уже существовало несколько веков, его жители давно были христианами, а само оно принадлежало Лоршскому монастырю. На холме Хайлигенберг можно найти развалины монастырей, основанных в этот период.
В XIII веке Хандшусхайм переходит во владение архиепископа Майнца, но в 1460 году был оккупирован Фридрихом, курфюрстом Пфальца. C 1461 года эти земли контролировались Пфальцем в качестве залога, пока в 1653 году архиепископ Майнцский не отказался от своих прав и Хандшусхайм перешел во владение Пфальца официально.
Хандшусхайм немало пострадал в войнах XVII века. В начале Тридцатилетней войны он использовался имперским генералом Тилли как штаб-квартира перед нападением на Гейдельберг. В 1674 году при французском нашествии был нанесен значительный ущерб. В 1689 году в ходе войны за Пфальцское наследство поселение три раза сжигалось дотла.
В начале XVIII века Хандшусхайм оправился после военных бедствий. Сюда переселяются иммигранты из Швейцарии. Однако новые войны этого столетия не обошли поселение стороной. В Семилетнюю войну и в ходе последнего французского нападения на Гейдельберг в 1799 году он снова был разграблен расквартированными здесь французскими войсками. В ходе наполеоновских войн Хандшусхайм в 1803 году вошел в курфюршество Баден.
C конца XIX века все чаще раздавались голоса за вхождение в состав Гейдельберга. В 1898 году 313 жителей Хандшусхайма подали в окружной совет петицию по этому вопросу. Присоединение состоялось 1 января 1903 года. Это привело к значительному улучшению инфраструктуры: в этом же году район был присоединен к сети газоснабжения Гейдельберга, в 1904 году вместо конки был пущен трамвай, в 1908 году запущена канализация.
Мировые войны не затронули Хандшусхайм. В послевоенное время здесь начинается обширное строительство жилых зданий.

## Достопримечательности

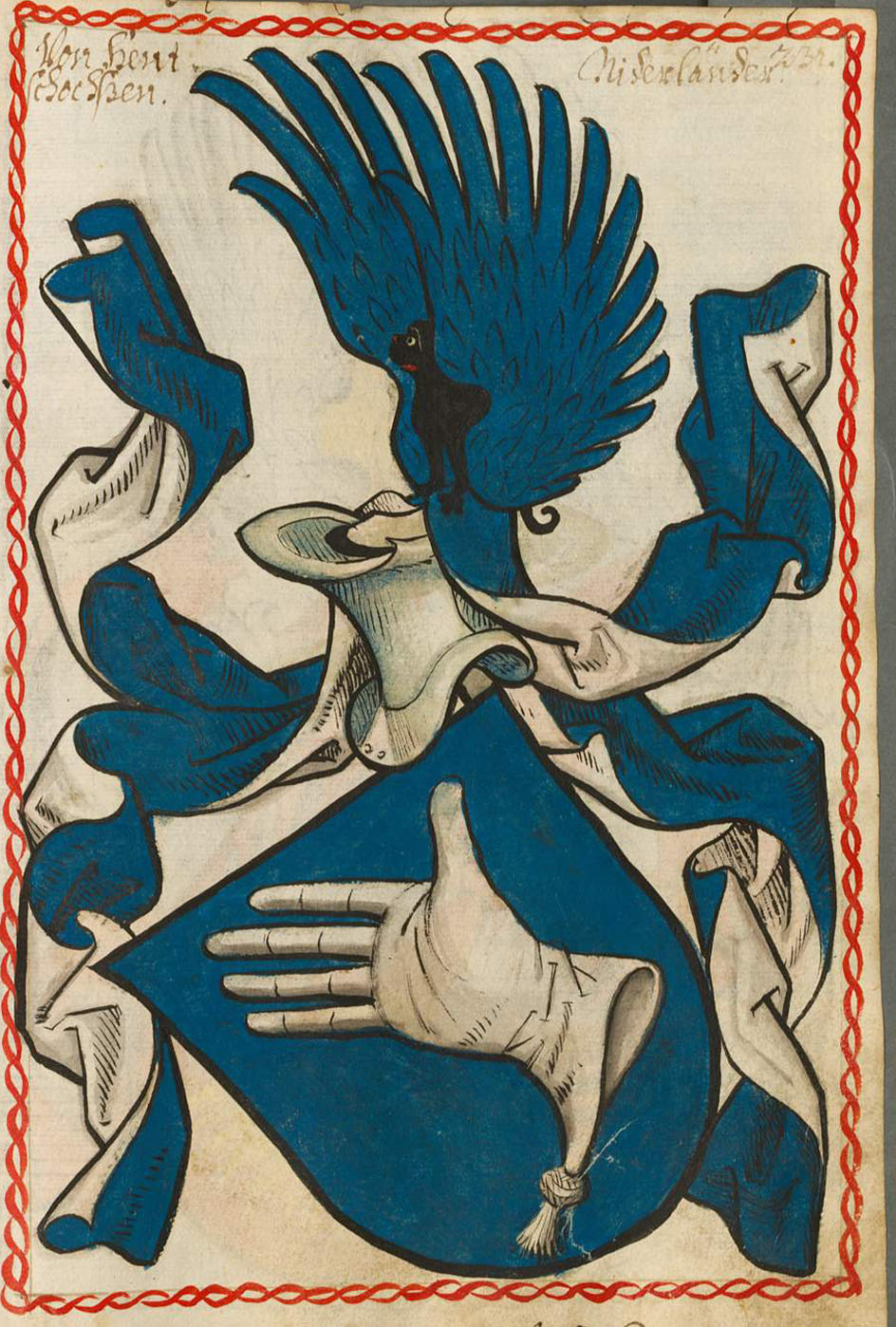
Герб господ фон Хандшусхайм (из гербовника Шайблеров)

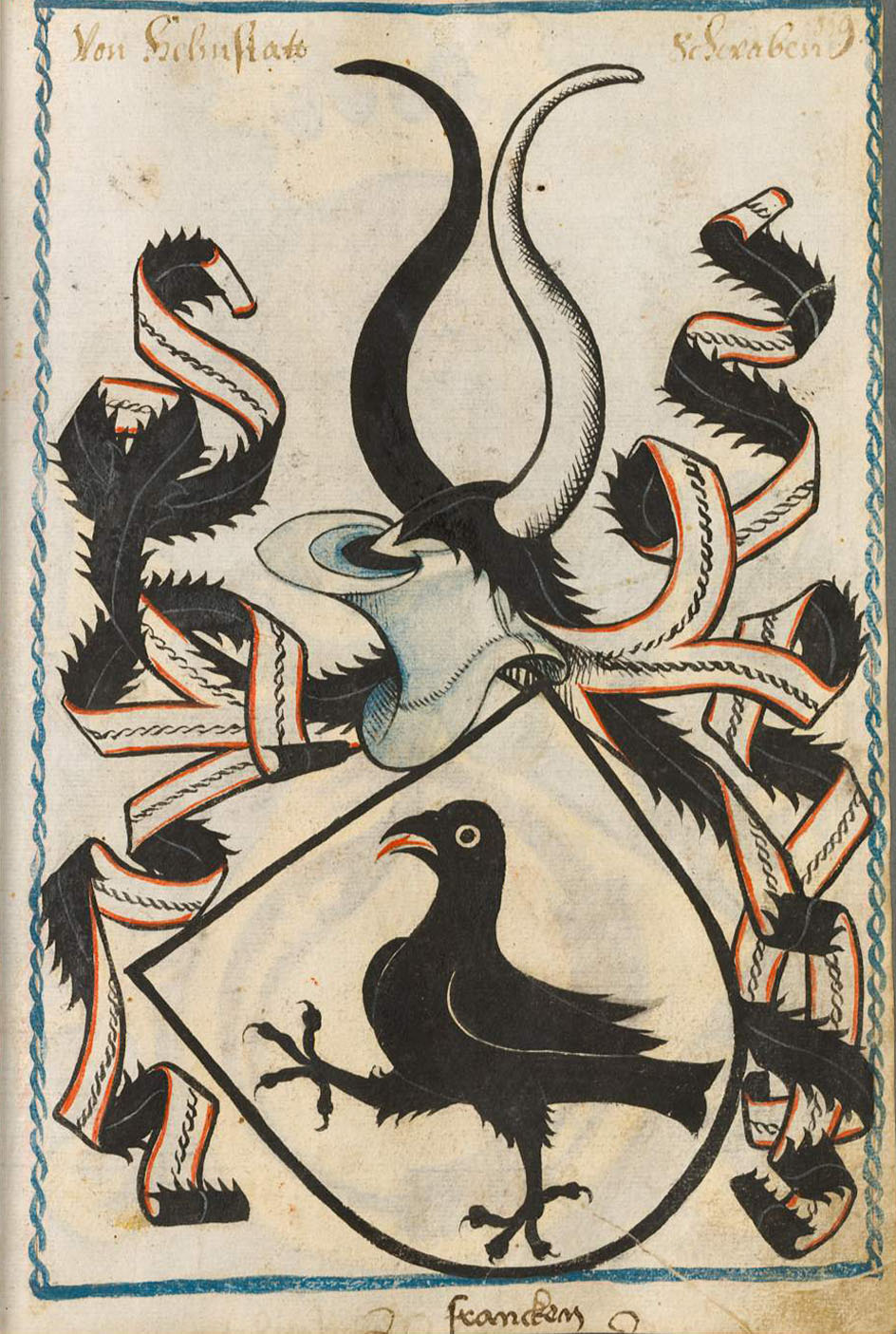
Герб господ фон Хельмштат ((из гербовника Шайблеров)

В Средние Века Хандшусхаймом владел род рыцарей-министериалов фон Хандшусхайм, а после пресечения рода в 1600 году из-за гибели его последнего представителя в поединке на рыцарском турнире, эти земли перешли к роду фон Хельмштат. Многие достопримечательности Хандшусхайма так или иначе связаны с представителями этих дворянских династий.
Дворцы
Замок Тифбург — построенный семьей фон Хандшусхайм единственный замок на воде в регионе Бергштрассе. Сильно пострадал в ходе Тридцатилетней войны, а в ходе войны за Пфальцское наследство почти полностью разрушен. В 1911-1913 годах восстановлен и сделан пригодным для проживания. В 1950 году последний владелец замка из семьи фон Хельмштат продал его городским властям. С тех пор Тифбург используется для проведения местных фестивалей и праздников.
Усадьба Хельмштат — построена в 1700 году рядом с замком как новая резиденция семьи фон Хельмштат вместо разрушенного Тифбурга. Сейчас здесь расположен ресторан.
Особняк — построен в начале XVIII века, но включает в себя башню 1609 года. Один из владельцев здания устроил здесь музей, посвященный индейцам Центральной и Южной Америки. В 1919 году замок перешел в собственность города и с 1973 года здесь располагается городская музыкальная школа. К особняку примыкает парк.
Храмы
Церковь Святого Вита — старейшая в Гейдельберге (некоторые части стен относятся ко временам Каролингов, триумфальная арка построена в 1050-е годы). С 1650 по 1905 годы церковь одновременно принадлежала католикам и протестантам. Усыпальница членов семьи фон Хандшусхайм.
Протестантская церковь Фриденскирхе — построена в 1908-1910 годах для протестантов Хандшусхайма.

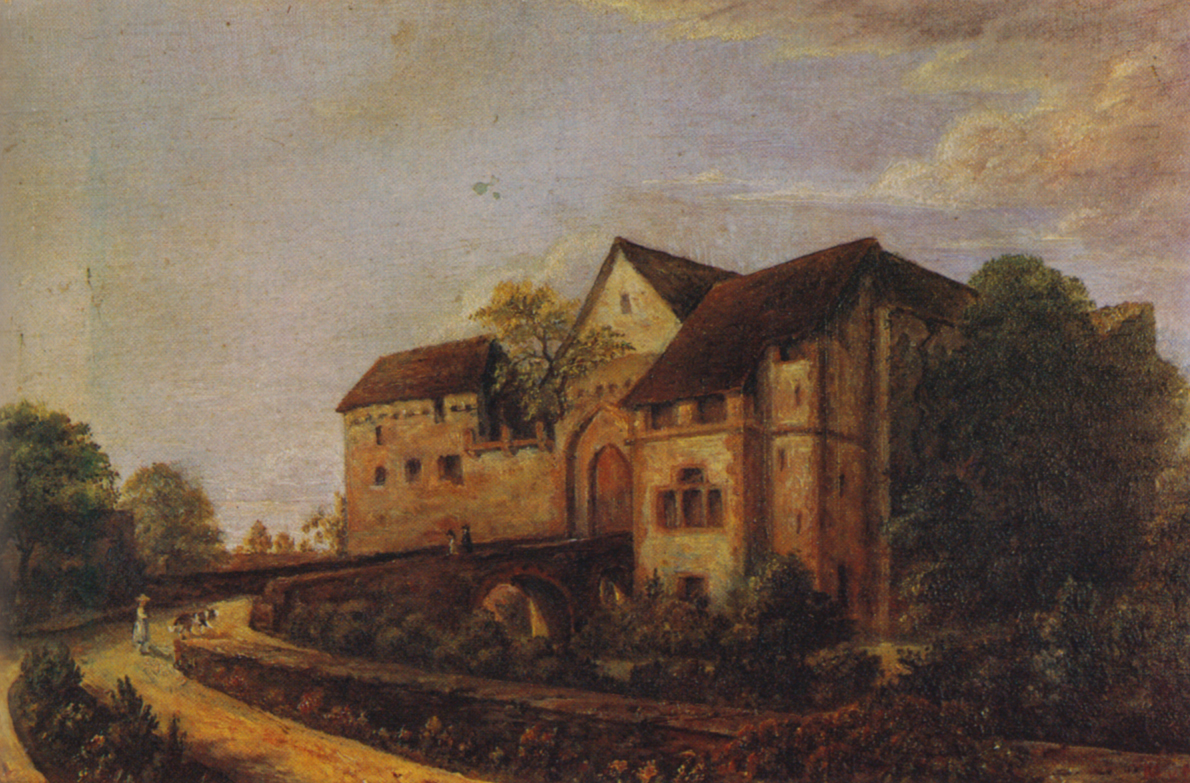
Замок Тифбург (1870)
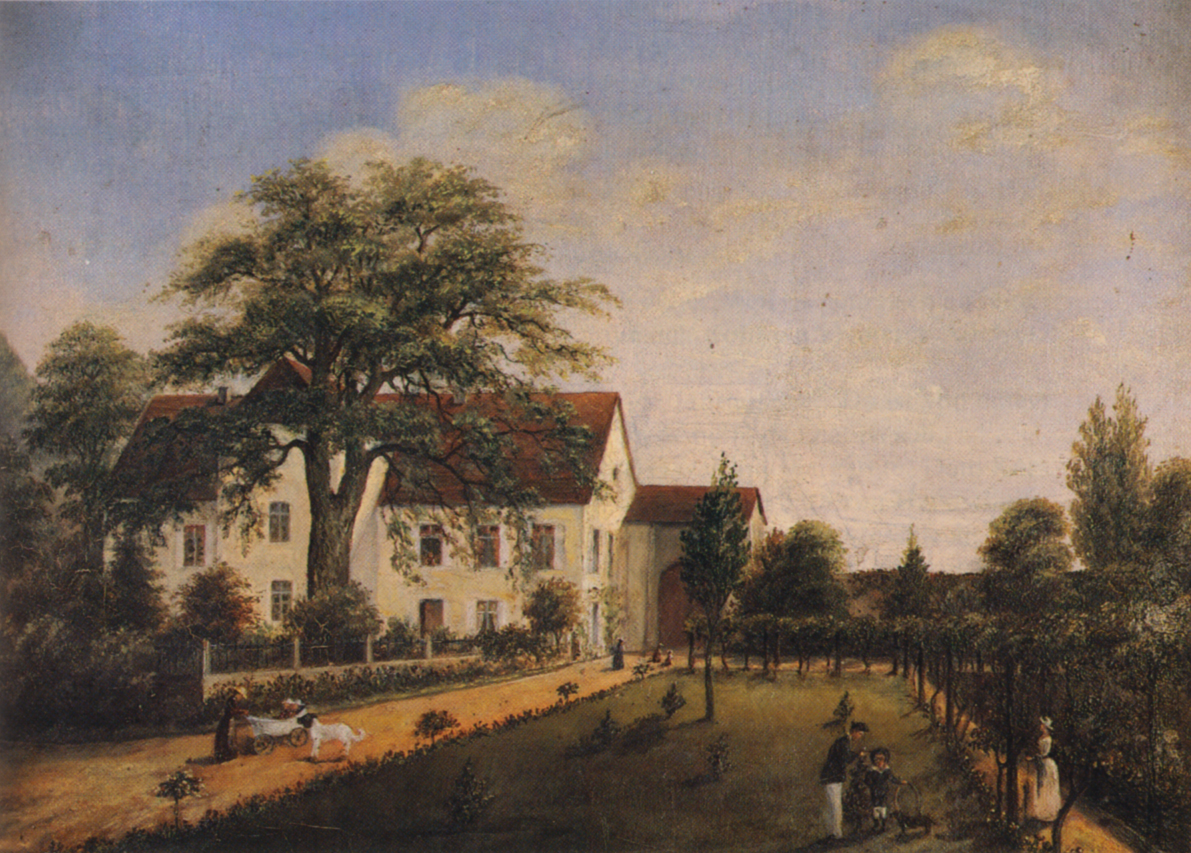
Усадьба Хельмштат (1870)
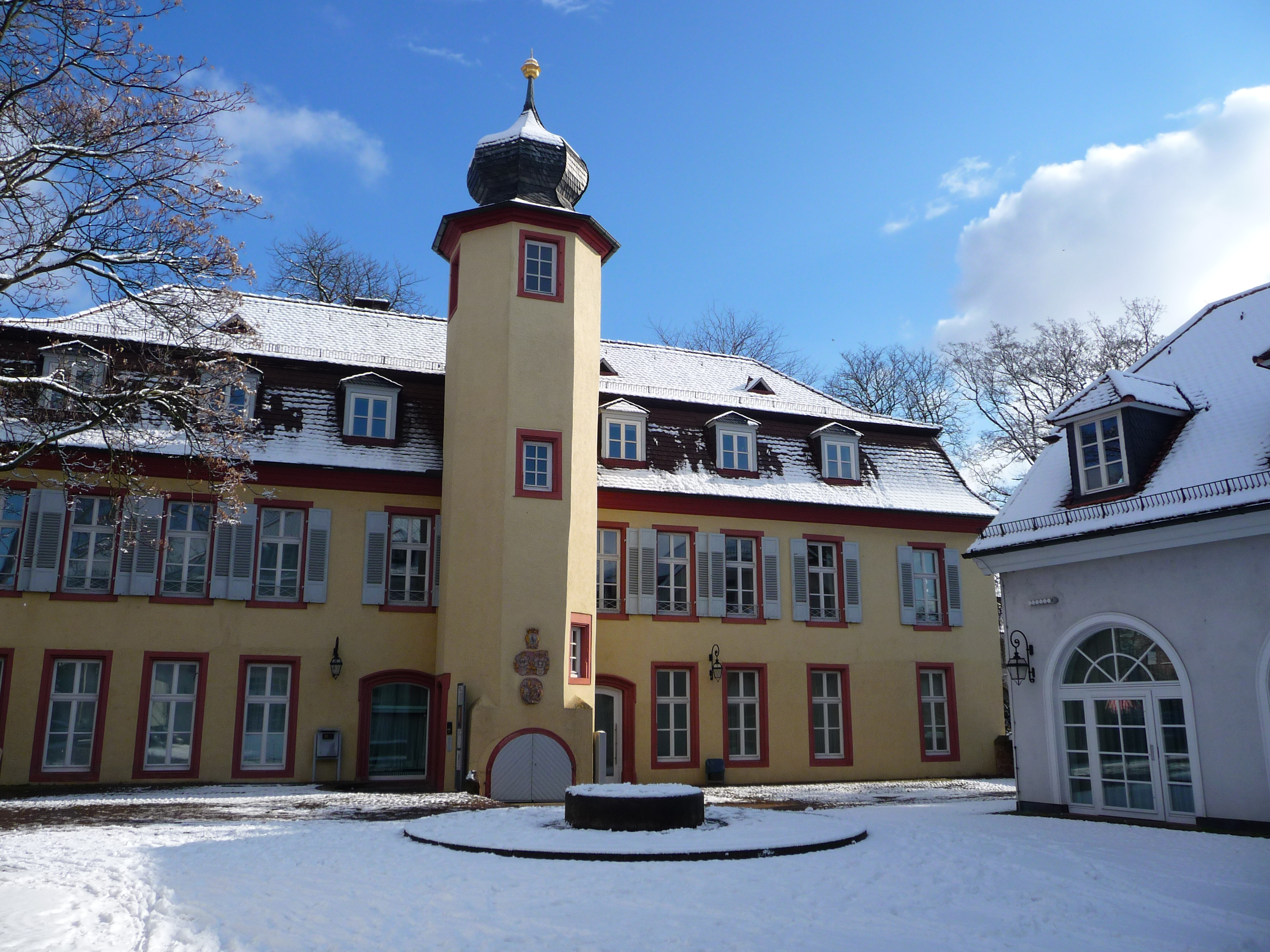
Особняк
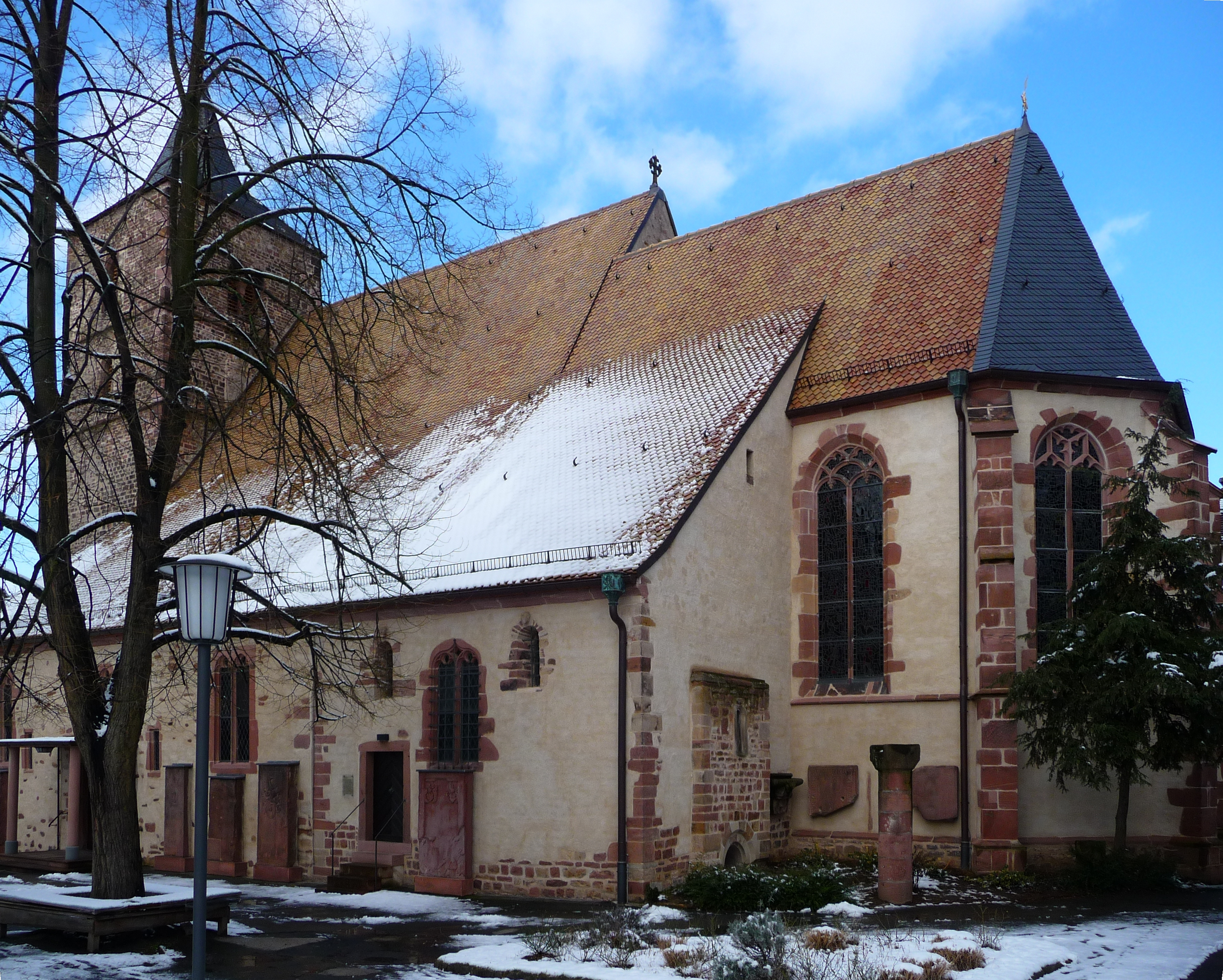
Католическая церковь Св. Вита
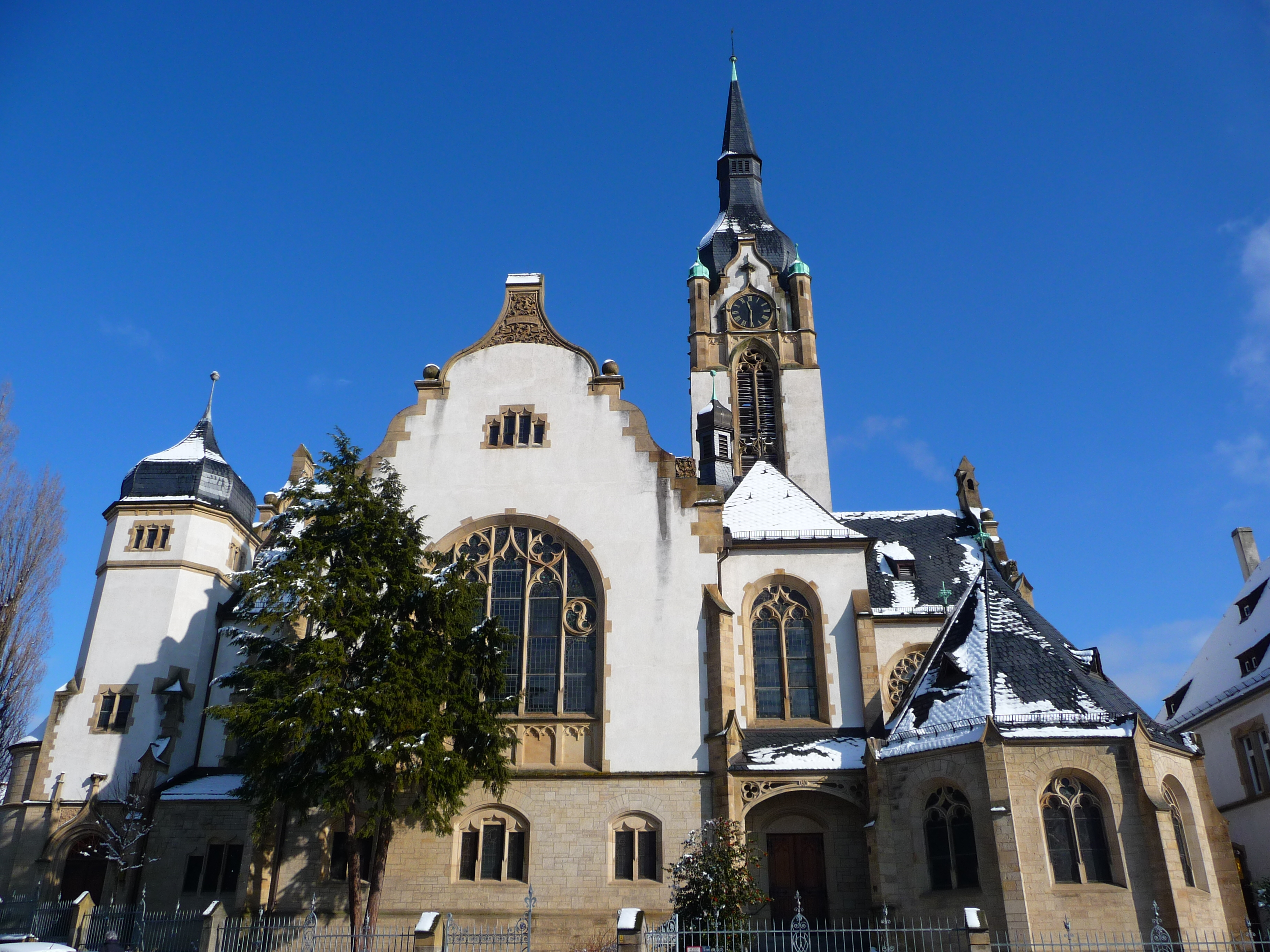
Протестантская церковь Фриденскирхе

Другие
Поросший вековым лесом холм Хайлигенберг высотой 440 метров частично находится на территории Хандшусхайма.
Также Хандшусхайм известен своей регбийной командой «TSV Handschuhsheim», выступающей в чемпионате Германии по регби.